# Parahepialiscus baluensis
Parahepialiscus baluensis är en fjärilsart som beskrevs av Pierre E.L. Viette 1950. Parahepialiscus baluensis ingår i släktet Parahepialiscus och familjen rotfjärilar. Inga underarter finns listade i Catalogue of Life.